# Intimate and Live (DVD)
Intimate and Live je DVD avstralske pevke Kylie Minogue s posnetki z njene turneje Intimate and Live Tour. Posneli so ga 1. julija 1998 v gledališču Capitol v Sydneyju, Avstralija, izdali pa 23. julija 2002.

## Seznam pesmi
| Št.             | Naslov                         | Dolžina |
| --------------- | ------------------------------ | ------- |
| 1.              | „Too Far‟                      | 6:31    |
| 2.              | „What Do I Have to Do?‟        | 4:21    |
| 3.              | „Some Kind of Bliss‟           | 8:56    |
| 4.              | „Put Yourself in My Place‟     | 4:57    |
| 5.              | „Breathe‟                      | 4:08    |
| 6.              | „Take Me with You‟             | 6:20    |
| 7.              | „I Should Be So Lucky‟         | 4:00    |
| 8.              | „Dancing Queen‟                | 5:49    |
| 9.              | „Dangerous Game‟               | 6:45    |
| 10.             | „Cowboy Style‟                 | 4:59    |
| 11.             | „Step Back in Time‟            | 3:28    |
| 12.             | „Say Hey‟                      | 3:38    |
| 13.             | „Free‟                         | 3:54    |
| 14.             | „Drunk‟                        | 4:04    |
| 15.             | „Did It Again‟                 | 4:15    |
| 16.             | „Limbo‟                        | 4:56    |
| 17.             | „Shocked‟                      | 7:59    |
| 18.             | „Confide in Me‟                | 6:55    |
| 19.             | „Locomotion‟                   | 3:16    |
| 20.             | „Should I Stay or Should I Go‟ | 4:37    |
| 21.             | „Better the Devil You Know‟    | 7:24    |
| Skupna dolžina: | Skupna dolžina:                | 111:12  |